# Quadrivio
Il quadrivio (in latino, quadrivium, letteralmente "quattro vie"), in epoca medievale, indicava, assieme al trivio, la formazione scolastica delle arti liberali, propedeutica all'insegnamento della teologia e della filosofia.
Il termine, con la grafia quadruuio, è stato introdotto da Boezio nel Prologo all'Institutio arithmetica.
Esso comprendeva quattro discipline attribuite alla sfera matematica:
1. aritmetica
2. astronomia
3. geometria
4. musica

Questa suddivisione si deve a Marziano Capella, un filosofo della tarda latinità (IV-V secolo d.C.) che si occupò, fra le altre cose, di suddividere in categorie tutto lo scibile umano.

## Simbologia
Frequentemente le arti liberali erano oggetto di rappresentazioni simboliche nell'arte e nella letteratura. Si riteneva che le attività della mente umana fossero influenzate dalle forze naturali, in particolare i pianeti, collegando più discipline in un sistema di corrispondenze tipicamente medievale.
L'aritmetica aveva come simbolo un re con uno scettro nella mano destra. Il cielo di riferimento era quello di Giove e la sua figura allegorica  era una donna che indicava il numero due con l'indice e il mignolo della mano destra, mentre con la sinistra reggeva la tavola pitagorica; talvolta un velo mosso dal vento indicava l'idea delle quantità astratte, oggetto dell'aritmetica. La figura storica di riferimento era Pitagora.
La geometria aveva come simbolo un guerriero armato, infatti il suo cielo di riferimento era quello di Marte. la figura allegorica mostra una donna che guarda in basso, con un compasso nella mano destra e una squadra in quella sinistra. Il personaggio di riferimento è Euclide.
L'astronomia aveva come simbolo un uomo vecchio reggente una falce e una spada. Il cielo di riferimento è quello di Saturno. La figura allegorica mostra una donna coronata con un'armilla nella mano sinistra e la mano destra alzata verso il cielo, oggetto dell'astronomia. Personaggio chiave è Claudio Tolomeo, spesso raffigurato come un re per la confusione con i sovrani egizi della dinastia tolemaica.
La musica ha come simbolo un giovane uomo con una clessidra e il cielo di riferimento è quello del Sole. La figura allegorica mostra una donna che suona un organo portativo o che canta. Il personaggio di riferimento è Tubalcain, il fabbro che secondo le sacre Scritture inventò il primo strumento musicale.

## Nella formazione degli ecclesiastici
Nel V secolo, Cassiodoro, senatore romano convertitosi al Cristianesimo, traccia il primo percorso di formazione degli ecclesiastici, che prevedeva lo studio delle litterae humaniores del Trivio e del Quadrivio come base propedeutica per lo studio delle lettere sacre (divinae litterae): Sacra Scrittura, patristica, teologia, liturgia, storia della Chiesa.
La suddivisione delle discipline del sapere operata da Cassiodoro rimase un modello di riferimento per l'istruzione nei secoli successivi.